# Fairport Convention
Fairport Convention («Фэйрпортское соглашение») — британская рок-группа, образовавшаяся в 1967 году в Лондоне, и соединившая в своём творчестве элементы фолк-рока, прогрессивного рока и психоделии, создала (совместно с Pentangle) новый суб-жанр: так называемый «электрический фолк». В 1969—1970 годах Fairport Convention стояли у истоков движения фолк-возрождения; в числе их последователей были Lindisfarne, Алан Стивелл, The Albion Band, Steeleye Span и др.

## История группы
Fairport Convention образовались в Лондоне в апреле 1967 года и свой первый концерт дали уже через месяц, в мае, в церковном холле. Первоначально группа представляла собой квартет в составе: Эшли Хатчингс (бас-гитара), Саймон Никол (гитара, вокал), Ричард Томпсон (гитара, вокал) и Шон Фратер (ударные). Последний, правда, покинул группу сразу же после дебютного концерта, и на его месте появился Мартин Лэмбл. Лидером коллектива в те дни считался Эшли «Тигр» Хатчингс, но собирались музыканты в особняке «Fairport», принадлежавшем семье гитариста Саймона Никола — отсюда и произошло название коллектива. В скором времени после появления Лэмбла в группу пришла вокалистка Джуди Дайбл, что благотворным образом сказалось на местной популярности коллектива: Fairport Convention стали завсегдатаями The Electric Garden, Middle Earth, UFO и других популярных лондонских клубов. Осенью 1967 года группу услышал Джо Бойд и предложил ей контракт с Island Records. С его же подачи в группе появился Ян Мэттьюз (вокал).
В те дни Fairport Convention находились под влиянием калифорнийских групп (в частности, The Byrds, The Mamas & the Papas): это проявилось в звучании дебютного альбома Fairport Convention (1968). Одно время британские критики даже считали Fairport Convention британским аналогом Jefferson Airplane. Все музыканты, записывавшие пластинку — гитаристы Ричард Томпсон, Ян Мэтьюз, Саймон Никол, бас-гитарист Эшли Хатчингс, Мартин Ламбл (ударные), — обладали превосходными голосами, но реальную силу коллектив обрел, когда вместо первой вокалистки Джуди Дайбл пришла Сэнди Денни, до этого сотрудничавшая с The Strawbs и успевшая поработать сольно. С ней группа записала свои наиболее известные работы: What We Did on Our Holidays (1969) и Unhalfbricking (1969), где помимо сильного оригинального материала («Fotheringay» Дэнни, «Meet on The Ledge» Томпсона) были представлены умело подобранные кавер-версии Боба Дилана («I’ll Keep It With Mine») и Джони Митчелл («Eastern Rain»). В этих двух альбомах, постепенно отбросив американские влияния, Fairport Convention занялись переосмыслением английского фольклора — в изящных аранжировках, умело сочетая акустику и электрические инструменты.
В 1969 году Мэтьюз покинул состав, а Ламбл (которому было 19) погиб в автокатастрофе (перевернулся фургон группы). В группу пришли ударник Дэйв Мэттакс и скрипач Дэйв Суорбрик.Это изменение серьёзно повлияло на репертуар группы: он стал ещё более фольклорным. И уже в следующем альбоме Liege and Lief (1969) преобладали народные песни в электрических аранжировках. Этот альбом на целое последующее десятилетие стал эталоном для фолк-рока. Особое внимание заслуживают эпические баллады Tam Lin и Matty Groves. К концу года, после выхода этого альбома (позже получившего от слушателей Radio 2 звание Best Folk Album Ever) Хатчингса (образовавшего Steeleye Span) заменил Дэйв Пегг; затем Денни перешла в Fotheringay.
В 1971 году группу покинул Ричард Томпсон, за ним последовал Саймон Никол. Альбом Angel Delight стал в Англии бестселлером (#8 UK Albums Chart), но после его выхода Fairport Convention с постоянно меняющимся составом стали превращаться из рок-группы в своего рода «концепцию», привлекая под свои знамёна как фолк-исполнителей, так и рок-музыкантов, живо интересующихся народной традицией.
За четыре года до своей трагической гибели в 1978 году (от кровоизлияния в мозг, через несколько дней после падения с лестницы в доме родителей) Сэнди Денни вернулась в Fairport Convention, однако записала с группой только один альбом — Rising for the Moon и снова ушла; в 1976 году в состав вернулся Никол. В это время у группы истёк срок контракта с Island Records, и она заключила контракт с фирмой Vertigo Records. Однако, после выпущенных двух альбомов вместо запланированных четырёх, контракт был расторгнут, и музыканты в прямом смысле слова оказались на улице. Ближайшим последствием этого события стал уход Дэвида Пегга в 1979 году в Jethro Tull, где он провёл большую часть 1980-х годов. Контакта с Fairport Convention музыкант не утратил: именно он до последнего времени с женой Кристин был организатором фолк-фестиваля Cropredy. Примерно в это же время Дэйв Суорбик начал резко глохнуть, из-за чего был вынужден покинуть группу. В 1979 году после прощального турне группа распалась.
В первой половине 1980-х годов предпринималось несколько попыток возродить группу, но удалось это лишь в 1985 году Пеггу, Николу и Мэттаксу. Новыми участниками в команде были скрипач Рик Сандерс и мультиинструменталист Мартин Оллкок. Этот состав оказался наиболее стабилен, продержавшись 11 лет, пока в 1996 году Оллкока не сменил Крис Лесли (мандолина, скрипка), а в 1998 Дэйва Меттокса — Джерри Конвэй (ударные, перкуссия). На сегодняшний день это — последнее изменение в составе группы.
В 2002 году, к своему 35-летнему юбилею, группа выпустила 4-х дисковый бокс-сет, куда вошёл и редкий и нереализованный материал.
30 августа 2008 года Fairport Convention выступили на площади Тысячелетия в Казани, 31 августа в клубе «Икра» в Москве, а 3 сентября 2008 года в ДК им. Ленсовета в Санкт-Петербурге. Группа играла в составе: Саймон Найкол — ритм-гитара, вокал; Дэйв Пегг — бас-гитара, бэк-вокал; Рик Сандерс — скрипка, Крис Лесли — вокал, фиддл, мандолина, Джерри Конвэй — барабаны и перкуссия. Российский фолк-портал Shadelynx опубликовал интервью, взятое 03.09.2008 у Дэйва Пегга и Саймона Найкола Юрием Ивановым, лидером фолк-группы Sherwood.

## Дискография

### Альбомы
- Fairport Convention (1968)
- What We Did on Our Holidays (1969)
- Unhalfbricking (1969)
- Liege & Lief (1969)
- Full House (1970)
- Angel Delight (1971)
- Babbacombe Lee (1971)
- Rosie (1973)
- Nine (1973)
- A Moveable Beast (1974)
- Fairport Convention Live (1974)
- Rising for the Moon (1975)
- Gottle O’Geer (1976)
- Live At L.A. (1976)
- Troubadour (1977)
- The Bonny Bunch of Roses (1977)
- Tipplers Tales (1978)
- Farewell, Farewell (1979)
- Moat On The Ledge (Live At Broughton Castle) (1982)
- Glady’s Leap (1985)
- Expletive Delighted (1986)
- House Full (Live) (1996)
- In Real Time (1987)
- Heyday (1987)
- Red And Gold (1989)
- The Five Seasons (1990)
- 25th Anniversary Concert (1992)
- Jewel in the Crown (1995)
- Old New Borrowed Blue (1996)
- Who Know Where The Time Goes? (1997)
- Cropredy’98 1999
- The Wood and the Wire (1999)
- XXXV (2001)
- Over The Next Hill (2004)
- The Quiet Joys of Brotherhood (2004)
- Journeyman’s Grace (2005)
- Sense of Occasion (2007)
- Live At The BBC (2007)
- Fame and Glory (2009)
- Festival Bell (2011)
- By Popular Request (2012)
- Myths and Heroes (2015)
- 50:50@50 (2017)
- Shuffle and Go (2020)